# Harmstorf
Harmstorf är en kommun och ort i Landkreis Harburg i förbundslandet Niedersachsen i Tyskland.
Kommunen ingår i kommunalförbundet Samtgemeinde Hollenstedt tillsammans med ytterligare två kommuner.